# Побег (право)

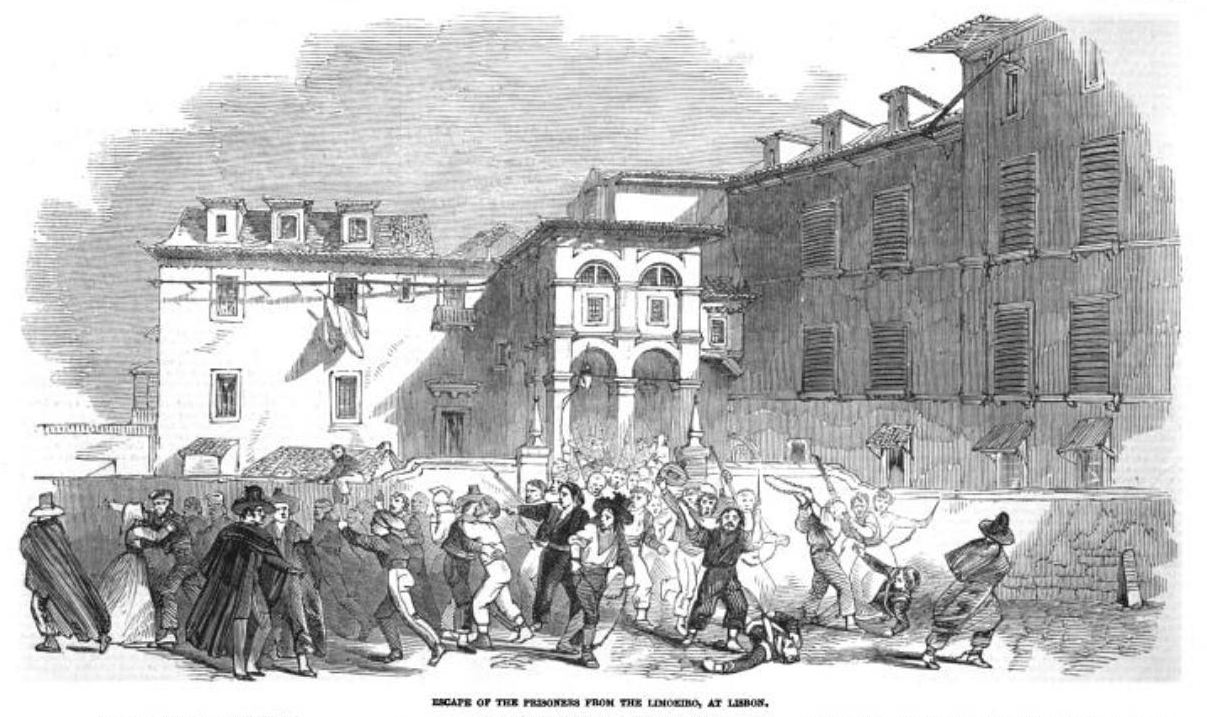
«Побег заключённых из тюрьмы Лимоэйру в Лиссабоне». Рисунок в газете The Illustrated London News от 22 мая 1847 г. Этот инцидент, произошедший 29 апреля 1847 года во время гражданской войны Патулейя, первоначально предназначался для освобождения всех политических заключённых из тюрьмы Лимуэйро, но в конечном итоге привел к массовому побегу сотен опасных преступников и последующей кровавой резне.

Побе́г — самовольное оставление места принудительного лишения свободы (тюрьмы, исправительной колонии, СИЗО, КПЗ (ИВС) и пр.)

## Побег в российском законодательстве
Побег из места лишения свободы, из-под ареста или из-под стражи 
1. Побег из места лишения свободы, из-под ареста или из-под стражи, совершённый лицом, отбывающим наказание или находящимся в предварительном заключении, —

наказывается принудительными работами на срок до четырёх лет либо лишением свободы на тот же срок.
2. То же деяние, совершённое группой лиц по предварительному сговору или организованной группой, — 
наказывается принудительными работами на срок до пяти лет либо лишением свободы на тот же срок. 
3. Деяния, предусмотренные частями первой или второй настоящей статьи, совершённые с применением насилия, опасного для жизни или здоровья, либо с угрозой применения такого насилия, а равно с применением оружия или предметов, используемых в качестве оружия, — 
наказываются принудительными работами на срок до пяти лет либо лишением свободы на срок до восьми лет.
Ст. 313 Уголовного Кодекса РФ

Побег военнослужащего из места прохождения службы называется самовольным оставлением части (если он планирует вернуться к месту прохождения службы)…
Самовольное оставление части или места службы 
1. Самовольное оставление части или места службы, а равно неявка в срок без уважительных причин на службу при увольнении из части, при назначении, переводе, из командировки, отпуска или лечебного учреждения продолжительностью свыше двух суток, но не более десяти суток, совершённые военнослужащим, проходящим военную службу по призыву, — 
наказываются арестом на срок до шести месяцев или содержанием в дисциплинарной воинской части на срок до одного года. 
2. Те же деяния, совершённые военнослужащим, отбывающим наказание в дисциплинарной воинской части, — 
наказываются лишением свободы на срок до двух лет.
3.Самовольное оставление части или места службы, а равно неявка в срок без уважительных причин на службу продолжительностью свыше десяти суток, но не более одного месяца, совершённые военнослужащим, проходящим военную службу по призыву или по контракту, —
наказываются ограничением по военной службе на срок до двух лет, либо содержанием в дисциплинарной воинской части на срок до двух лет, либо лишением свободы на срок до трех лет. 
4. Деяния, предусмотренные частью третьей настоящей статьи, продолжительностью свыше одного месяца —
наказываются лишением свободы на срок до пяти лет. 
Примечание. Военнослужащий, впервые совершивший деяния, предусмотренные настоящей статьёй, может быть освобожден от уголовной ответственности, если самовольное оставление части явилось следствием стечения тяжёлых обстоятельств. 
Ст. 337 Уголовного Кодекса РФ

…или дезертирством (если не планирует).
Дезертирство 
1. Дезертирство, то есть самовольное оставление части или места службы в целях уклонения от прохождения военной службы, а равно неявка в тех же целях на службу — 
наказывается лишением свободы на срок до семи лет. 
2. Дезертирство с оружием, вверенным по службе, а равно дезертирство, совершённое группой лиц по предварительному сговору или организованной группой, — 
наказывается лишением свободы на срок от трёх до десяти лет. 
Примечание. Военнослужащий, впервые совершивший дезертирство, предусмотренное частью первой настоящей статьи, может быть освобожден от уголовной ответственности, если дезертирство явилось следствием стечения тяжёлых обстоятельств.
Ст. 338 Уголовного Кодекса РФ

## Другие значения
Побег можно совершить не только из мест лишения свободы, но и из других учреждений: психиатрической больницы, детского дома и пр. Как правило, в таких случаях уголовная ответственность не наступает.
В обиходной речи слово «побег» может использоваться и в более далёких значениях, например: «Он сбежал от жены» или «Он сбежал от ответственности».

## Известные беглецы
- В 1756 году Джакомо Казанова сбежал из одной из самых охраняемых тюрем того времени — Пьомби (Венеция)[5].
- 10 февраля 1864 года, во время Гражданской войны в США (1861—1865), был совершён так называемый «Побег из тюрьмы Либби[англ.]» из одноимённой тюрьмы[англ.]. Тогда одновременно сбежали 109 офицеров; для 59 из них побег закончился удачно[6].
- 30 июля 1876 года из арестантского отделения Николаевского военного госпиталя бежал русский учёный и основоположник анархизма Пётр Кропоткин[источник не указан 500 дней][уточнить].
- 19 ноября 1917 года генералы Корнилов, Деникин и Лукомский сбежали на Дон из Быховской тюрьмы, что послужило причиной образования и формирования Белого движения на Дону.
- 11 ноября 1922 года налётчик Лёнька Пантелеев бежал из петербургской тюрьмы «Кресты» при помощи надзирателя, которому пообещал 2 миллиона рублей. Единственный удачный побег из «Крестов» за всю историю.
- 3 марта 1934 года известный грабитель Джон Диллинджер сбежал из «сверхнадёжной» тюрьмы Краун-Пойнт (англ. Crown Point), штат Индиана, несмотря на огромное количество полицейских и «дружинников» (national guardsmen), охранявших его. Газеты того времени сообщили, что для побега он использовал деревянный пистолет, окрашенный гуталином[7].
- 22 октября 1966 года советский разведчик Джордж Блейк успешно сбежал из тюрьмы Уормвуд-Скрабс.
- 5 июля 1995 года известный киллер «Саша Македонский» первым сбежал из Матросской тишины. Ему помог конвоир, предоставивший пистолет и альпинистское снаряжение.
- Анри Шарьер, французский писатель, осуждённый за убийство, известен как автор автобиографического романа «Мотылёк», повествующем о его аресте и последующем побеге из колонии во Французской Гвиане.
- Основатель французской сыскной полиции «Сюрте» Эжен Франсуа Видок[уточнить] совершил 4 попытки побега из тюрем королевской Франции, успешной оказалась последняя[источник не указан 500 дней].
- Ёсиэ Сиратори[уточнить] сбегал из тюрьмы Японии 4 раза, причём он сидел в шести[источник не указан 500 дней].

## Вымышленные беглецы
- Майкл Скофилд и Линкольн Барроуз
- Алексей Чернов и Кирилл Панин
- Эдмон Дантес
- Доцент и Василий Алибабаевич
- Савелий Говорков
- Энди Дюфрейн
- Бен Ричардс

## Побег в культуре
Побег является важной сюжетной составляющей многих произведений:

### В литературе
- «Граф Монте-Кристо» (1845) А. Дюма (тж. фильм «Узник замка Иф» (1988)) — завязка.
- «20 000 лье под водой» (1869) Жюля Верна (тж. фильм «Капитан Немо» (1975)) — лейтмотив и развязка.
- «Таинственный остров» (1874) Жюля Верна (тж. одноимённый фильм (1941)) — завязка.
- «Мотылёк» (1969) А. Шарьера (тж. одноимённые фильмы (1973 и 2017)).

### В кино

#### Основано на реальных событиях
- «Деревянная лошадь» («англ. The Wooden Horse») (1950) Джека Ли[англ.].
- «Дыра» (1960) Жака Бекера.
- «Большой побег» (1963) Джона Стерджеса.
- Сериал «Колдиц» (англ. Colditz (TV series)) (1972 — 1974).
- «Побег из Алькатраса» (1979) Дона Сигела — лейтмотив.
- История побегов Фрэнка Абигнейла послужила сюжетом для фильма «Поймай меня, если сможешь» (2002).
- «Побег из Собибора» — телефильм 1987 года, основанный на реальных событиях, снятый режиссёром Джеком Голдом[англ.] по документальной книге американского писателя Ричарда Рашке.

#### Вымысел
- «Сталаг-17» («англ. Stalag 17») (1953) Билли Уайлдера.
- «Побег» (1972) Сэма Пекинпы — лейтмотив.
- «Побег» (1975) Тома Грайса[англ.] — лейтмотив.
- «Блеф» (1976) Серджо Корбуччи — завязка.
- «Побег» (1978) Жерара Ури — завязка.
- «Молчание ягнят» (1991) Джонатана Демми — развязка.
- «Беглец» (1993) Эндрю Дэвиса.
- «Побег» (1994) Роджера Дональдсона — завязка.
- «Побег из Шоушенка» (1994) Фрэнка Дарабонта по роману Стивена Кинга — лейтмотив и развязка.
- «Воздушная тюрьма» (1997) Саймона Веста.
- Сериал «Тюрьма Оз» (1997 — 2003).
- «Служители закона» (1998) Стюарта Бэйрда[англ.].
- «Гарри Поттер и узник Азкабана» (2004) Куарона Альфонсо — лейтмотив. Примечательно, что в данном произведении обыгрываются названия настоящей и вымышленной тюрем: Алькатрас и Азкабан соответственно. См. тж. ст.ст. об оригинальной книге и её русском переводе.
- Сериал «Побег» (2005 — 2009).
- Сериал «Побег» (2010).
- Сериал «Короли побега» (2011 — 2012).
- «Консервы» (2007) Егора Кончаловского — лейтмотив.
- Сериал «Бангкок Хилтон» (1989).
- Сериал «За гранью возможного»: серии «Маленькие друзья» (1999) и «Точка разрыва» (2000).
- Короли побега (2011—2012).
- План побега (2013).

### В мультфильмах
- «По следам бременских музыкантов» (1973) — завязка.
- «Доктор Айболит» (1984—1985) — завязка.
- «Побег из курятника» (2000) — лейтмотив.
- Эпизод «Breaking Out Is Hard to Do» (2005) мультсериала «Гриффины» — завязка.

См. тж. категорию «Побег из тюрьмы в искусстве»